# Сідар-Фолс (Айова)
Сідар-Фолс (англ. Cedar Falls) — місто (англ. city) в США, в окрузі Блек-Гок штату Айова, місце розташування одного з трьох публічних університетів в Айові, Університету Північної Айови. Населення — 40 713 особи (2020). Воно виросло порівняно з 36 145 осіб (за даними перепису 2000). У міста кількість населення менша з двох найбільших міст в агломерації Вотерлу—Сідар-Фолс.

## Історія
Сідар-Фолс було засноване в 1845 року Вільямом Стургісом та спочатку мало назву Стургіс-Фолс, на прізвище першої родини, що оселилася в даній місцевості. Першими постійними поселенцями були Вільям Стургіс і його шурин Ерасмус Адамс. Цих поселенців привабили ліс, прерія для ферм і річка Сідар-Рівер, як джерело питної води, шлях сполучення та джерело енергії.
1850 року Джон і Демпсі Оверман, спільно з Джоном Барріко, купили ділянку у родини Стургісів та перейменували населений пункт в Сідар-Фолс.

## Географія
Сідар-Фолс розташований за координатами 42°31′10″ пн. ш. 92°27′10″ зх. д. / 42.51944° пн. ш. 92.45278° зх. д. (42.519402, -92.452656).  За даними Бюро перепису населення США в 2010 році місто мало площу 76,67 км², з яких 74,46 км² — суходіл та 2,21 км² — водойми.

## Демографія
Згідно з переписом 2010 року, у місті мешкало 39 260 осіб у 14 608 домогосподарствах у складі 8091 родини. Густота населення становила 512 особи/км².  Було 15477 помешкань (202/км²).
Расовий склад населення:
| - 93,4 % — білих - 2,3 % — азіатів - 2,1 % — чорних або афроамериканців - 0,2 % — корінних американців |

До двох чи більше рас належало 1,7 %. Частка іспаномовних становила 2,0 % від усіх жителів.
За віковим діапазоном населення розподілялося таким чином: 17,3 % — особи молодші 18 років, 70,3 % — особи у віці 18—64 років, 12,4 % — особи у віці 65 років та старші. Медіана віку мешканця становила 26,8 року. На 100 осіб жіночої статі у місті припадало 92,9 чоловіків;  на 100 жінок у віці від 18 років та старших — 90,2 чоловіків також старших 18 років.
Середній дохід на одне домашнє господарство  становив 73 216 доларів США (медіана — 55 808), а середній дохід на одну сім'ю — 95 116 доларів (медіана — 81 996). Медіана доходів становила 50 425 доларів для чоловіків та 40 244 долари для жінок. За межею бідності перебувало 18,5 % осіб, у тому числі 10,9 % дітей у віці до 18 років та 3,0 % осіб у віці 65 років та старших.
Цивільне працевлаштоване населення становило 22 560 осіб. Основні галузі зайнятості: освіта, охорона здоров'я та соціальна допомога — 33,3 %, роздрібна торгівля — 13,0 %, мистецтво, розваги та відпочинок — 12,2 %.

## Відомі жителі
- Аннабет Гіш